# Любо Йончев
Любо Йончев е български режисьор, сценарист и продуцент.

## Биография
Любо Йончев е режисьор, сценарист и продуцент, роден на 16.02.1983 г. в гр. Плевен, България. Той е завършил филмова и телевизионна режисура в Нов български университет. Неговият професионален дебют е късометражния игрален филм Падаща звезда, който е номиниран за 29-те Европейски филмови награди 2016 г., избран и награждаван на множество международни филмови фестивали. От 2016 г. Любо Йончев е член на Асоциацията на българските кино режисьори и член на Евопейска филмова академия. През 2017 г. той е избран да участва в 11-о издание на Талентс Сараево.

## Филмография
| Година | Заглавие      | Роля     | Роля      | Роля      | Описание          | Държава                   | Награди       |
| Година | Заглавие      | Режисьор | Сценарист | Продуцент | Описание          | Държава                   | Награди       |
| ------ | ------------- | -------- | --------- | --------- | ----------------- | ------------------------- | ------------- |
| 2018   | Тими          | Да       | Да        | Да        | късометражен филм | Бълария, Германия, Белгия |               |
| 2015   | Падаща звезда | Да       | Да        | Да        | Късометражен филм | България, Италия          | ЕФА Номинация |